# Günter Eppen
Gnter Eppen (27 de Agosto de 1912 - 31 de Janeiro de 1943) foi um comandante de U-Boot que serviu na Kriegsmarine durante a Segunda Guerra Mundial.